# Viktor Markelj
Viktor Markelj, slovenski gradbeni inženir, podjetnik in predavatelj, * 9. marec 1958, Zgornja Bistrica

## Življenjepis
V svojem delu se ukvarja večinoma s projektiranjem mostov. Med njegove najodmevnejše projekte sodijo Most na Adi (Beograd, Srbija, 2012), Puhov most (Ptuj, Slovenija, 2007) in Dvižni most za pešce in kolesarje na otok Ołowianka (Gdansk, Poljska, 2017). 
Živi v Slovenski Bistrici. Diplomiral je leta 1982 na mariborski gradbeni fakulteti. Ponting inženirski biro d.o.o. je ustanovil skupaj z Marjanom Pipenbaherjem leta 1990, potem ko sta zapustila inženirski biro Gradis. Leta 2016 je na Fakulteti za gradbeništvo, prometno inženirstvo in arhitekturo v Mariboru doktoriral; naslov doktorskega dela: Inovativne metode pri gradnji mostov po tehnologiji postopnega narivanja..  
Od leta 2003 je habilitiran tudi kot predavatelj na Fakulteti za gradbeništvo, prometno inženirstvo in arhitekturo v Mariboru.. 

## Glavni projekti
Pomembnejši projekti po letu dokončanja in vrsti:

### Mostovi
- Most čez Muro, avtocesta Vučja vas - Beltinci, Slovenija (2003)
- Puhov most, Ptuj, Slovenija (2007)
- Viadukt Šumljak, avtocesta Razdrto - Selo, Slovenija (2009)
- Viadukta Lešnica Sever in Jug, Slovenija (2007/2011)
- Most na Adi, Beograd, Srbija (2012)
- NAR viadukti, Beograd, Srbija (2018)
- Železniški viadukt Pesnica, Slovenija (2024)

### Nadvozi in podvozi
- Ločni nadvoz 4-3 Kozina, Slovenija (1997)
- Podvoz v Celju, Slovenija (2004)
- Nadvoz 4-6 v Slivnici, Slovenija (2008)

### Mostovi za pešce in kolesarje
- Brv čez Sočo v Bovcu, Slovenija (2007)
- Studenška brv, Maribor, Slovenija (2007)
- Mariničev most v Škocjanskih jamah, Slovenija (2010)
- Ribja brv, Ljubljana, Slovenija (2014)
- Dvižni most za pešce in kolesarje na otok Ołowianka, Gdansk, Poljska (2017)
- Langur Way Canopy Walk, Penang Hill, Malezija (2018)

### Predori in galerije
- Galerija Meljski hrib, Maribor, Slovenija (2012)

### Visoke gradnje
- Stolp Kristal, Slovenija (2024)

### Trenutni
- Most Huja Bridge, Beograd, Srbija (idejni projekt)

### Izbrane reference
- Most na Adi, Beograd, Srbija (2012)
- Dvižni most za pešce in kolesarje na otok Ołowianka, Gdansk, Poljska (2017)
- Puhov most, Ptuj, Slovenija (2007)
- Ribja brv, Ljubljana, Slovenija (2014)
- Studenška brv, Maribor, Slovenija (2007)
- Most čez Muro, avtocesta Vučja vas - Beltinci, Slovenija (2003)
- Viadukti Malence, Ljubljana, Slovenija (1998)
- Mariničev most v Škocjanskih jamah, Slovenija (2010)
- Most čez Kokro v Kranju (rekonstrukcija mostu je potekala v letih 1993-1995)

## Nagrade
- 2024 nagrada za inženirsko odličnost Inženirske zbornice Slovenije
- 2019 Listina Slovenske Bistrice[4]  za dr. Viktorja Marklja in Marjana Pipenbaherja
- 2019 Nagrada poljskega ministrstva za investicije in razvoj[5] za Dvižni most za pešce in kolesarje na otok Ołowianka v Gdansku
- 2018 Nagrada mesta Gdansk[6] za Dvižni most za pešce in kolesarje na otok Ołowianka v Gdansku
- 2012 Nagrada WEF IEA za Most na Adi, Beograd
- 2012 Nagrada IZ Srbije [7]za Most na Adi, Beograd
- 2012 Nagrada DAB[8] za Most na Adi, Beograd
- 2011 Priznanje Footbridge [9] za Mariničev most v Škocjanskih jamah
- 2009 Mestni pečat Maribora[10] za Studenško brv
- 2009 Priznanje OJK pri GZS za Studenško brv
- 2008 Nagrada Footbridge[11] za Studenško brv
- 2007 Nagrada IZS za Puhov most čez Dravo na Ptuju
- 2004 Nagrada IZS [12] za Most čez Muro
- 2004 Univerza v Mariboru, Zlata plaketa[13] : (zlata plaketa Marjanu Pipenbaherju in Viktorju Markelju)